# John Barnes
John Charles Bryan Barnes (MBE) (født 7. november 1963 i Kingston, Jamaica) er en jamaicansk-født tidligere engelsk fodboldspiller, og senere træner, der spillede som midtbanespiller. Han var på klubplan primært tilknyttet de engelske klubber Watford og Liverpool. Med Liverpool vandt han både to engelske mesterskaber og to FA Cup-titler.
Barnes blev desuden noteret for 79 kampe og elleve scoringer for Englands landshold. Han repræsenterede landet ved VM i 1986, EM i 1988 og VM i 1990.
Efter at have indstillet sin aktive karriere forsøgte Barnes sig som træner, og har blandt andet stået i spidsen for den skotske storklub Celtic F.C. og Jamaicas landshold.

## Titler
First Division
- 1988 og 1990 med Liverpool F.C.

FA Cup
- 1989 og 1992 med Liverpool F.C.

Football League Cup
- 1995 med Liverpool F.C.

Charity Shield
- 1989, 1990 og 1991 med Liverpool F.C.